# Jean Ier de Châtillon
Pour les articles homonymes, voir Jean de Bretagne et Jean de Châtillon.
Jean Ier de Châtillon, né le 5 février 1345 à Jugon et mort le 16 janvier 1404 à Lamballe, membre de la maison bretonne de Penthièvre, est comte de Penthièvre et vicomte de Limoges.

## Biographie

### Origines familiales et formation
Il est le fils de Charles de Châtillon-Blois, seigneur de Guise.
Sa mère est Jeanne de Penthièvre.
Il a quatre frères et sœurs :
- Gui, envoyé en otage en Angleterre, où il mourra ;
- Henri, mort en 1400 ;
- Marie (1345-1404), comtesse de Guise et dame de Mayenne, mariée en 1360 avec Louis duc d'Anjou (1339 † 1384), comte du Maine, comte de Provence et de Forcalquier : d'où la suite des seigneurs de Guise, de Mayenne, et du Nouvion (→ Anjou, Lorraine, Guise) ;
- Marguerite, mariée en 1351 avec Charles de La Cerda (assassiné en 1354), comte d'Angoulême et connétable de France.

### Projets de mariage anglais
Elle tente de le marier avec Marguerite d'Angleterre, fille du roi Édouard III d'Angleterre, mais Henry de Grosmont, comte de Derby et de Lancastre, allié des Montfort, fit rompre les négociations. Le roi d'Angleterre lui proposa une autre alliance prestigieuse avec Philippa de Lancastre, mais il préféra rester fidèle à la France.

### Carrière
Prisonnier au château de Gloucester à partir de 1356, il avait été mis sous la garde de Robert de Vère, comte d’Oxford et duc d’Irlande. Il est délivré[Quand ?] grâce à l’aide d’Olivier de Clisson qui lui avança 60 000 francs pour sa rançon et lui proposa, par l’intermédiaire de Jehan Rolland, gentilhomme de Bretagne, d’épouser sa fille Marguerite de Clisson.
À la mort du roi de France Charles V (1380), qui soutenait les Penthièvre contre les Montfort, avec sa mère Jeanne de Penthièvre, il négocie le deuxième traité de Guérande par lequel il renonçait au duché de Bretagne moyennant une grosse indemnité (14 avril 1381).
Le 6 janvier 1384, il donne à Olivier V de Clisson la gestion de tous ses biens en Bretagne et en Limousin avant d'être remis à Jehan Rolland le 23 mars 1387.
Froissart raconte comment, en 1391, le duc Jean IV, son arrière-petit-cousin, dénonça ses prétentions infondées au duché de Bretagne :

« Ce comte de Penitreuve (Penthièvre) notre cousin s’écrit et nomme Jean de Bretagne et porte les armes de Bretagne, aussi bien comme s’il en fût héritier. Nous voulons bien qu’il se nomme Jean, car c’est son nom, et comte de Penthièvre, mais nous voulons qu’il mette jus les hermines et s’écrive Jean de Blois ou de Châtillon et nulles autres. Et s’il ne le fait nous lui ferons faire et lui touldrons (enleverons) sa terre car il la tient en foi et hommage de nous ; et aussi à l’héritage de Bretagne il n’a que faire jamais de penser que il lui retourne, car nous avons fils et fille qui seront nos héritiers ; si se voyse (aille) pourchasser ailleurs, car à notre héritage a-t-il failli. »

— Jean Froissart, Chroniques de Froissart, Volume 12, 1825, p. 359.
En 1392, à la conférence de Tours, il renonça pour les Montfort à porter les armes pleines de Bretagne. Ce qui fut confirmé à Guingamp le 25 octobre 1395.[pas clair]
En 1397, à la mort de Guy II de Blois-Châtillon, son cousin, il hérita des terres d’Avesnes, de Landrecies, du Nouvion-en-Thiérache (héritage des Blois dans le nord de la France) et de quelques terres en Flandre.
Il hérita en décembre 1400 des biens de son frère Henri mort en Angleterre sans enfant. Inhumé aux Cordeliers de Guingamp.
Son fils aîné, Olivier, lui succéda. Il partagea avec ses 3 frères l'héritage de la famille : Olivier reçut le Penthièvre, Jean la terre de l'Aigle en Normandie, Charles la seigneurie d'Avaugour (père de Nicole de Penthièvre), et enfin Guillaume la vicomté de Limoges.

## Mariage et descendance
Il se marie à Moncontour le 20 janvier 1387 avec Marguerite de Clisson, fille du connétable Olivier de Clisson, dont il aura plusieurs enfants :
- Olivier de Blois, dit de Bretagne, comte de Penthièvre, vicomte de Limoges, seigneur d'Avesnes († 1433 sans postérité légitime) ;
- Jean de Châtillon dit Jean de L'Aigle ou de Bretagne, vicomte de Limoges, comte de Périgord († 1454 sans postérité) ;
- Charles de Châtillon-Blois, baron d'Avaugour, dont la fille Nicole, fille de sa femme Isabeau de Vivonne, hérite : d'où la suite des comtes de Penthièvre et des sires de Laigle (→ de Brosse de Boussac, Luxembourg-Martigues, Lorraine-Mercœur, Bourbon-Vendôme) ;
- Guillaume de Châtillon-Blois, vicomte de Limoges († 1455) : x Isabeau fille de Bertrand V de la Tour comte d'Auvergne, d'où la suite des vicomtes de Limoges, des comtes de Périgord, et des sires d'Avesnes et Landrecies (→ Albret, Bourbon-Vendôme) ;
- Jeanne de Blois, dite de Bretagne, épouse sans postérité (1458) Jean III de Harpedane, seigneur de Belleville et Montaigu, dont c'étaient les deuxièmes noces (il était veuf avec postérité de Marguerite de Valois, fille naturelle de Charles VI).